# Kosierzewo
Kosierzewo (Duits: Kusserow) is een plaats in het Poolse district  Sławieński, woiwodschap West-Pommeren. De plaats maakt deel uit van de gemeente Malechowo en telt 270 inwoners.